# Copa Africana de Clubes Campeones 1992
La Copa Africana de Clubes Campeones de 1992 fue la 27ma edición del torneo de fútbol a nivel de clubes de África organizado por la CAF.
El WAC Casablanca de Marruecos ganó la final, proclamándose campeón por primera vez.

## Ronda Preliminar
| Equipo 1               | Agr.         | Equipo 2            | Ida | Vuelta |
| ---------------------- | ------------ | ------------------- | --- | ------ |
| Botswana Defence Force | 1–2          | Mbabane Highlanders | 1–1 | 0–1    |
| Arsenal Maseru         | 4–0          | Eleven Arrows       | 3–0 | 1–0    |
| Elá Nguema             | 2–6          | 1º de Agosto        | 2–3 | 0–31   |
| LPRC Oilers            | 2–3          | Mighty Blackpool    | 1–0 | 1–3    |
| Police                 | 2–2 (4-5 p.) | Real Bamako         | 1–1 | 1–1    |
| Port Autonome          | 0–0 (1-3 p.) | S. C. da Praia      | 0–0 | 0–0    |
| Saint-George           | 2–4          | Al Ittihad          | 2–1 | 0–3    |
| Saint-Louis            | 2–7          | Young Africans      | 1–3 | 1–4    |
| Sahel                  | 4–2          | Postel Sport        | 2–1 | 2–1    |
| Tourbillon             | 1–1          | Forces Armées       | 0–0 | 1–1    |

1 el Sony Ela Nguema abandonó el torneo después de jugar el primer partido.

## Primera Ronda
| Equipo 1             | Agr.         | Equipo 2         | Ida | Vuelta |
| -------------------- | ------------ | ---------------- | --- | ------ |
| Al-Ittihad           | 1–2          | Gor Mahia        | 1–0 | 0–2    |
| Arsenal              | 2–2 (v.)     | Kampala City     | 2–1 | 0–1    |
| Diables Noirs        | 2–5          | Julius Berger    | 2–1 | 0–4    |
| Étoile Filante       | 1–4          | ASEC Mimosas     | 1–2 | 0–2    |
| Horoya               | 2–2 (5-4 p.) | Espérance        | 2–0 | 0–2    |
| Inter Star           | 2–3          | Costa do Sol     | 2–0 | 0–3    |
| Mbabane Highlanders  | 1–9          | Nkana Red Devils | 0–2 | 1–7    |
| Mighty Blackpool     | 3–3 (3-4 p.) | Canon Yaoundé    | 2–1 | 1–2    |
| SCOM Mikishi         | 1–3          | Asante Kotoko    | 1–1 | 0–2    |
| 1º de Agosto         | 3–0          | Sogara           | 1–0 | 2–0    |
| Real Bamako          | 2–3          | Wydad Casablanca | 2–1 | 0–2    |
| Sahel                | 2–3          | MO Constantine   | 2–1 | 0–2    |
| S. C. da Praia       | 1–3          | Club Africain    | 0–0 | 1–3    |
| Sunrise Flacq United | 3–3 (v.)     | Sotema           | 2–3 | 1–0    |
| Tourbillon           | 3–3 (v.)     | Al-Hilal         | 2–3 | 1–0    |
| Young Africans       | 1–3          | Ismaily          | 0–2 | 1–1    |

## Segunda Ronda
| Equipo 1          | Agr.         | Equipo 2         | Ida | Vuelta |
| ----------------- | ------------ | ---------------- | --- | ------ |
| Sotema            | w/o          | Al-Hilal         | 1   |        |
| Costa do Sol      | 2–4          | Asante Kotoko    | 1–2 | 1–2    |
| Gor Mahia         | 1–1 (v.)     | Canon Yaoundé    | 0–0 | 1–1    |
| Horoya            | 1–6          | ASEC Mimosas     | 1–2 | 0–4    |
| Julius Berger     | 1–2          | Wydad Casablanca | 0–0 | 1–2    |
| Kampala City      | 0–6          | Nkana Red Devils | 0–4 | 0–2    |
| MO Constantine    | 1–1 (2-3 p.) | Ismaily          | 1–0 | 0–1    |
| Primero de Agosto | 2–3          | Club Africain    | 2–0 | 0–3    |

1- el AS Sotema abandonó el torneo antes del primer partido

## Cuartos de final
| Equipo 1         | Agr.         | Equipo 2       | Ida | Vuelta |
| ---------------- | ------------ | -------------- | --- | ------ |
| Club Africain    | 4–6          | Ismaily        | 3–3 | 1–3    |
| ASEC Mimosas     | 4–4 (v.)     | Asante Kotoko  | 1–2 | 3–2    |
| Nkana Red Devils | 3–4          | WAC Casablanca | 2–1 | 1–3    |
| Gor Mahia        | 2–2 (2-4 p.) | Al-Hilal       | 2–0 | 0–2    |

## Semifinales
| Equipo 1     | Agr. | Equipo 2       | Ida | Vuelta |
| ------------ | ---- | -------------- | --- | ------ |
| ASEC Mimosas | 3–3  | WAC Casablanca | 3–1 | 0–2    |
| Ismaily      | 1–1  | Al-Hilal       | 1–1 | 0–0    |

## Final
| Equipo 1       | Agr. | Equipo 2 | Ida | Vuelta |
| -------------- | ---- | -------- | --- | ------ |
| WAC Casablanca | 2–0  | Al-Hilal | 2–0 | 0–0    |

## Campeón
| Bandera de Marruecos     |
| WAC Casablanca 1º título |